# Alecanopsis callitris
Alecanopsis callitris är en insektsart som först beskrevs av Walter Wilson Froggatt 1925.  Alecanopsis callitris ingår i släktet Alecanopsis och familjen skålsköldlöss. Inga underarter finns listade i Catalogue of Life.